# FIFI (飞机)

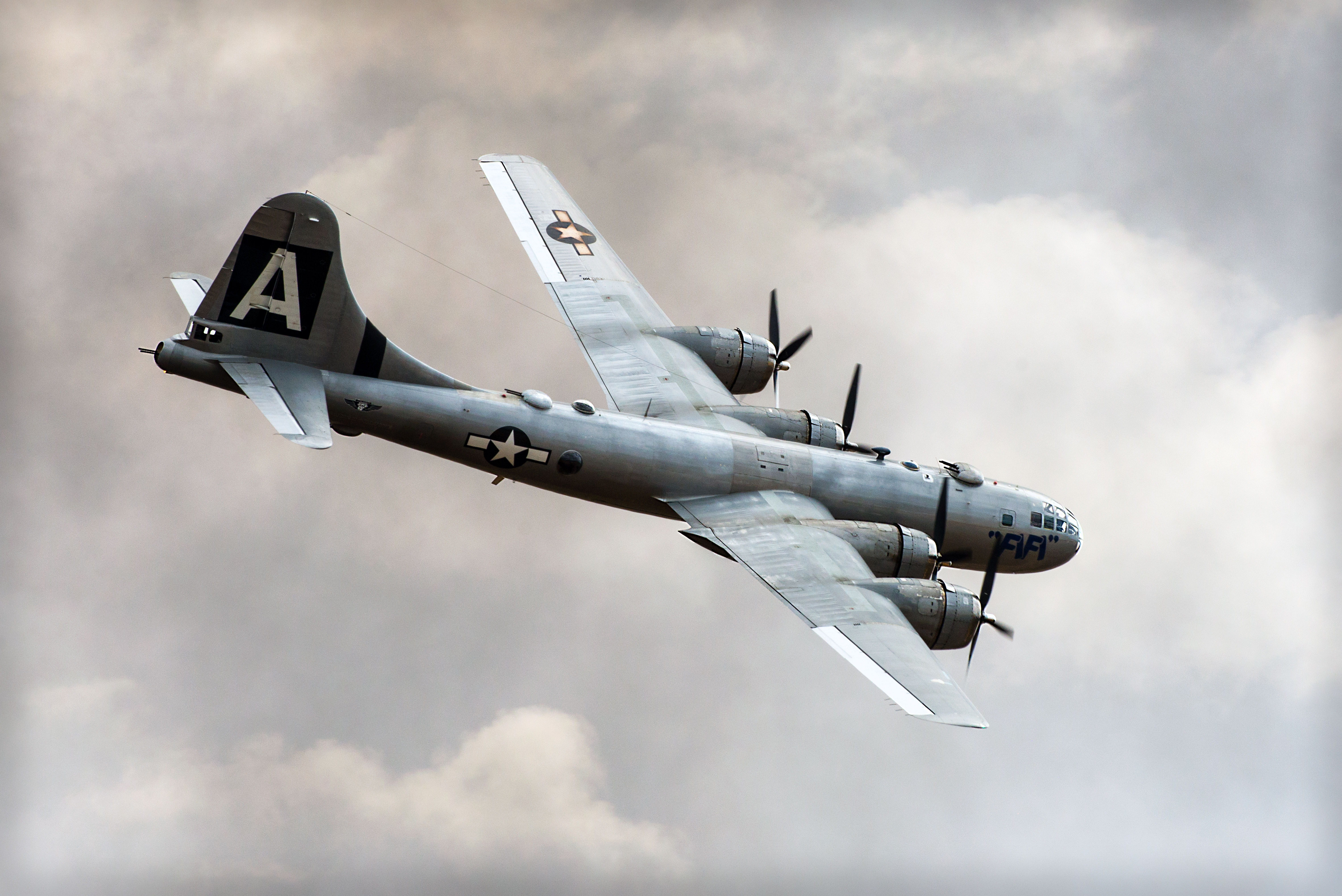
FIFI

FIFI是截至2024年，全球仅存的两架依然能飞行的B-29超級堡壘轟炸機飞机之一。这架B-29A型轰炸机由波音伦顿工厂建造，1945年被交付给驻扎在堪萨斯州的美国陆军航空军部队。1958年，该机退役。1971年，該機归非营利组织纪念空军所有，基地位于得克萨斯州达拉斯机场。FIFI每年都会在美国和加拿大巡游飞行，還参加各类航展。